# میخائیلوفکا، اوبلاست ولگوگراد
شهر میخائیلوفکا، اوبلاست ولگوگراد (به روسی: Михайловка) در کشور روسیه و در اوبلاست ولگوگراد واقع شده‌است.